# Ming (Pianistin)
Silvia Yi, Künstlername Ming (* 1976 in Garbsen) ist eine südkoreanisch-deutsche Pianistin.

## Leben
Mings Eltern stammten aus Südkorea. Sie wuchs mit ihrer alleinerziehenden Mutter sowie zwei Schwestern in Hamburg-Allermöhe auf und galt als Wunderkind. Sie spielte auch Geige und Querflöte. Die Schülerin des Hamburger Albert-Schweitzer-Gymnasiums gewann ab dem 7. Lebensjahr mehrfach den Klavierspielwettbewerb von Steinway & Sons. Nachdem sie im November 1989 nicht zum Schulunterricht erschienen und drei Tage verschwunden war, leitete die Polizei eine Öffentlichkeitsfahndung ein, Ming wurde schließlich unbeschadet auf dem Augsburger Hauptbahnhof entdeckt.
Im Alter von 13 Jahren studierte sie an der Musikhochschule Lübeck bei Bernd Zack. Mit 16 Jahren war sie 1. Preisträgerin beim Bundeswettbewerbs Jugend musiziert. Sie studierte in Rostock und Bern, war Stipendiatin der Schweizer Chopin-Gesellschaft und wurde unter anderem von Igor Ozim, Karl-Heinz Kämmerling, Lazar Berman, Vitaly Margulis, Bernd Glemser und Georg Sava unterrichtet. Zwischenzeitlich übernahm sie einen Job in der Pressestelle beim Berliner Konzerthaus und spielte bei einer Tournee der Tournee der Popband Seeed im Vorprogramm.
Seit 2006 ist Ming Veranstalterin des sogenannten Mingbattle, bei dem sich zwei Pianisten in einem Boxring ein Duell am Konzertflügel liefern. Sie ist aktuell (Stand Mai 2024) als Schauspielerin und Pianistin an der Berliner Volksbühne am Rosa-Luxemburg Platz aktiv. Seit 2018 bildet Ming mit Jennifer Rüth das Klavierduo Queenz of Piano. 
Sie absolvierte zahlreiche Fernseh- und Radioauftritte bei ARD, NDR und RTL und veröffentlichte ein Soloalbum sowie ein Album gemeinsam mit Jennifer Rüth.

## Diskografie
- Reminiscence. Soloalbum (Urban Classics; 2009)
- Queenz Of Piano. Mit Jennifer Rüth, Klavier (Edel Kultur; 2020)